# Cypericoccus multipori
Cypericoccus multipori är en insektsart som beskrevs av Williams 1985. Cypericoccus multipori ingår i släktet Cypericoccus och familjen ullsköldlöss. Inga underarter finns listade i Catalogue of Life.